# Puščavski gradovi
Omajadski puščavski gradovi, od katerih so jordanski gradovi imenitnejši del, so utrjene palače ali gradovi oziroma trdnjave v takratni omajadski provinci Bilad ash-Sham. Večina puščavskih gradov je raztresenih po polsušnih regijah severovzhodne Jordanije, nekaj jih je v Siriji, Izraelu in na Zahodnem bregu (Palestina).

## Kratek opis
Omajadi so postavili številne značilne palače, ki so jih v arabščini poznali kot qusur (pl.) / qasr (sing.), nekatere v mestih, večinoma pa v polsušnih regijah in nekatere ob pomembnih trgovskih poteh. Gradovi so bili zgrajeni približno med letoma 660 in 750, pod kalifi rodbine Omajadov, ki so imeli  Damask od leta 661 za novo prestolnico. Po letu 750 se je glavno mesto preselilo v novozgrajeni Bagdad, nekatere stavbe niso bile nikoli dokončane.
Arheologi so raziskali vlogo teh puščavskih gradov s tradicionalnim stališčem, da so v zimski sezoni plemiškim družinam služili kot podeželska posestva ali lovski dvorci. Vendar pa nedavne raziskave kažejo na veliko večjo raznolikost vlog, tudi kot kmetijska posestva ali vojaške utrdbe. Na primer, kompleks Qasr al-Hayr al Gharbi stoji v obsežnem kmetijskem posestvu, stavbe pa vključujejo strukture, povezane s proizvodnjo oljčnega olja .
Splošni izraz 'puščavski grad' ni idealen, saj umetno ločuje podoben qasr glede na njihovo lokacijo. Jordanija ima vsaj en urbani omajadski qasr na Amanski citadeli. Medtem ko je večina gradov v Jordaniji, je primere mogoče najti tudi v Siriji, na Zahodnem bregu in v Izraelu, bodisi v mestih (Jeruzalem, Ramla), na razmeroma zelenih območjih (Al-Sinnabra, Khirbat al-Minya) ali pa res v puščavi (Qasr al-Hayr al-Gharbi in Qasr al-Hayr al-Sharqi, Jabal Sais, Hishamova palača). Bolj izolirani 'puščavski gradovi', zgrajeni v sušnih regijah, so večinoma nameščeni ob starodavnih trgovskih poteh, ki povezujejo Damask z Medino in Kufo ali so v bližini naravne oaze.

## Vrste in namen
Z nekaj izjemami se puščavski gradovi ujemajo s skupno predlogo, ki jo sestavljajo kvadratna palača, podobna rimskim utrdbam (kastrum - castra), kopalna hiša, zbiralnik za vodo ali jez in pogosto kmetijsko ograjen prostor. Nekateri puščavski gradovi, na primer Qasr Al-Hallabat ali Qasr Burqu', so prezidani iz ostankov starejših rimskih ali Gazanidskih struktur; drugi so nove gradnje. Delovanje in uporaba stavb danes nista povsem jasni, raziskave pa kažejo, da bi morda služili različnim obrambnim, kmetijskim, stanovanjskim, rekreacijskim in komercialnim namenom.
Glede na raznolikost, ki jo opazimo v arheološkem zapisu, je malo verjetno, da bi lahko ena sama teorija pojasnila obseg namen vseh zgradb. Te funkcije so utrdbe, srečanja za beduine (med seboj ali z guvernerjem Omajadov), badiyas (rekreacija za plemiče) ali karavanseraj. Širjenje puščavskih gradov se je pojavilo približno v istem času, ko se je število karavan bistveno povečalo. Zdi se, da so bili mnogi obkroženi z naravnimi ali umetnimi oazami in so služili kot podeželska posestva ali lovski dvorci, saj je bil lov zabava za plemstvo.
Njihova lega ob glavnih poteh in ob zelo omejenih vodnih virih kaže, da so omogočili Omajadom, da so vojaško nadzorovali ceste, spremljali in obdavčili sezonsko gibanje ljudi in njihove živine, nenazadnje pa navdušujejo popotnike in lokalna ljudstva s prikazom spomeniške arhitekture, kopeli in ribniki sredi sušne pokrajine. 

## Umetniška vrednost
Gradovi predstavljajo nekaj najimpresivnejših primerov zgodnje islamske umetnosti in islamske arhitekture, nekateri pa vključujejo številne figurativne freske in reliefe, ki prikazujejo ljudi in živali, manj pogosto jih najdemo v poznejši islamski umetnosti v tako velikem in javnem obsegu. Številni elementi puščavskih palač so na ogled v muzejih v Amanu, jeruzalemskem muzeju Rockefeller (okraski iz Hišamove palače) in berlinskemu muzeju Pergamon (fasada Qasr Al-Mshatta).

## Galerija
- Qasr Al-Kharana, Jordanija
- Qasr Al-Azraq, Jordanija
- Qasr Amra, Jordanija

## List of sites
Delni seznam po imenu:

### Jordanija
- Qasr Ain es-Sil, kmetijsko posestvo Omafadov s priloženim kopalnim kompleksom v oazi Azraq, vzhodno od Amana
- Qasr Amra, 'puščavski grad' približno 85 km vzhodno od Amana, s pomembnimi freskami
- Qasr Azraq, 'puščavski grad' približno 100 km vzhodno od Amana
- Qasr Burqu', porušena utrdba rimskega limesa spremenjena v 'qasr', približno 200 km vzhodno od Amana
- Qasr al-Feifeh
- Qasr Al-Hallabat, 'puščavski grad' približno 60 km vzhodno od Amana
  - Qasr Hammam As Sarah aka as-Sarah, kopalni kompleks Qasr al Hallabata, približno 55 km severovzhodno od Amana
- Humejma, najdišče s 'qasr, kjer je prebivala družina Abasidov, medtem ko je načrtovala svoj upor proti omajadskim kalifom in jih izgnala leta 750
- Qasr Al-Kharanah, 'puščavski grad' približno 65 km vzhodno od Amana
- Qasr Al-Mshatta, 'puščavski grad' približno 35 km vzhodno od Amana;velik del njegove fasade je zdaj na ogled v Pergamonskem muzeju v Berlinu
- Qasr al-Mushash, 'qasr' na zgodovinski karavanski poti med Amanom in Azrakom preko Qsar Amre, približno 20 km vzhodno od Muwaqqarja
- Qasr Al-Muwaqqar, 'puščavski grad' približno 30 km vzhodno od Amana
- Qasr Al-Qastal, 'puščavski grad' približno 25 km vzhodno od Amana
- Qasr Tuba, 'puščavski grad' približno 95 km vzhodno od Amana
- Omajadska palača, 'qasr' v Amanski citadeli
- Umm al-Walid, 'puščavski grad' blizu Madabe

### Sirija
- Al-Dumayr, 'qasr', ki je morda povezan z bizantinskim obdobjem, morda zgrajen pod Ghasanidi, lahko pa tudi Omajadi
- Qasr al-Hayr al-Gharbi, 'qasr' v Sirski puščavi
- Qasr al-Hayr al-Sharqi, 'qasr' v Sirski puščavi
- Jabal Sais ali Jabal Says, 'qasr' v Siriji, severno od Azraqa
- Qudaym, 'qasr' mošejo na njegovem dvorišču

### Izrael in Palestina
- Hišamova palača, arabsko Qasr Hisham ali Khirbet el-Mafjar, 'puščavski grad' na Zahodnem bregu v bližini Jeriha
- Jeruzalem, štirje omajadski 'qusurji' združeni okoli jugozahodnega vogala Tempeljskega griča / Haram aš-Sharif
- Khirbat al-Minya, 'qasr' ob Galilejskem jezeru, Izrael
- Al-Sinnabra, 'qasr' ob Galilejskem jezeru

### Libanon
- Anjar v Libanonu, je bilo omajadsko palačno mesto, ki ga je zgradil kalif Al-Valid I.